# Liste der Monuments historiques in Boissy-le-Sec
Die Liste der Monuments historiques in Boissy-le-Sec führt die Monuments historiques in der französischen Gemeinde Boissy-le-Sec auf.

## Liste der Bauwerke
| Bezeichnung     | Beschreibung | Standort              | Kennzeichnung | Schutzstatus | Datum | Bild           |
| --------------- | ------------ | --------------------- | ------------- | ------------ | ----- | -------------- |
| Schloss         |              | 10, Grande-Rue (Lage) | PA00087819    | Inscrit      | 1984  | weitere Bilder |
| Kirche St-Louis |              | (Lage)                | PA00087820    | Inscrit      | 1926  | weitere Bilder |

## Liste der Objekte
- Monuments historiques (Objekte) in Boissy-le-Sec der Base Palissy des französischen Kultusministeriums